# How Do You Do?
How Do You Do? è un brano musicale del gruppo musicale tedesco beFour, scritto da Christian Geller e estratto come singolo dal primo album del gruppo, All 4 One, il 10 agosto 2007 per la Universal, nei paesi in lingua tedesca.
Il singolo è stato pubblicato come doppia a-side con il brano che ha dato il titolo all'album, All 4 One.

## Tracce e formati
CD-Maxi (Pop 'N' Roll 1744534 (UMG) / EAN 0602517445345)
1. How Do You Do? - 3:09
2. All 4 One - 3:40
3. All 4 One (Karaoke Version) - 3:40
4. Video - 3:40

Digital Download
1. How Do You Do? - 3:09
2. All 4 One - 3:40
3. All 4 One (Karaoke Version) - 3:40

## Classifiche
| Classifiche | Posizione raggiunta |
| ----------- | ------------------- |
| Austria     | 5                   |
| Svizzera    | 11                  |
| Germania    | 12                  |